# Museu d'Art de Cleveland
El Museu d'Art de Cleveland, originalment en anglès Cleveland Museum of Art és el museu de belles arts i arqueologia de la ciutat de Cleveland, a l'estat d'Ohio (Estats Units). És un dels museus més reputats del país; acull uns 500.000 visitants anuals.
Per obres d'ampliació i modernització, es troba temporalment tancat des de 2005, encara que manté oberta una exhibició sobre el seu futur i presta part de les seves col·leccions emmagatzemades a altres museus, com el Getty Center de Los Angeles. El museu posseeix una extensa col·lecció, amb escultures i orfebreria medieval, pintures renaixentistes i barroques (Fra Angelico, Tiziano, Rubens), gravats de Mantegna i Rembrandt i importants peces d'art del segle xix i modern, des de Delacroix i Ingres fins a Picasso i Marcel Duchamp, passant per Van Gogh, Cézanne, Amedeo Modigliani, etc.

## Galeria d'obres

Caravaggio, Martiri de sant Andreu
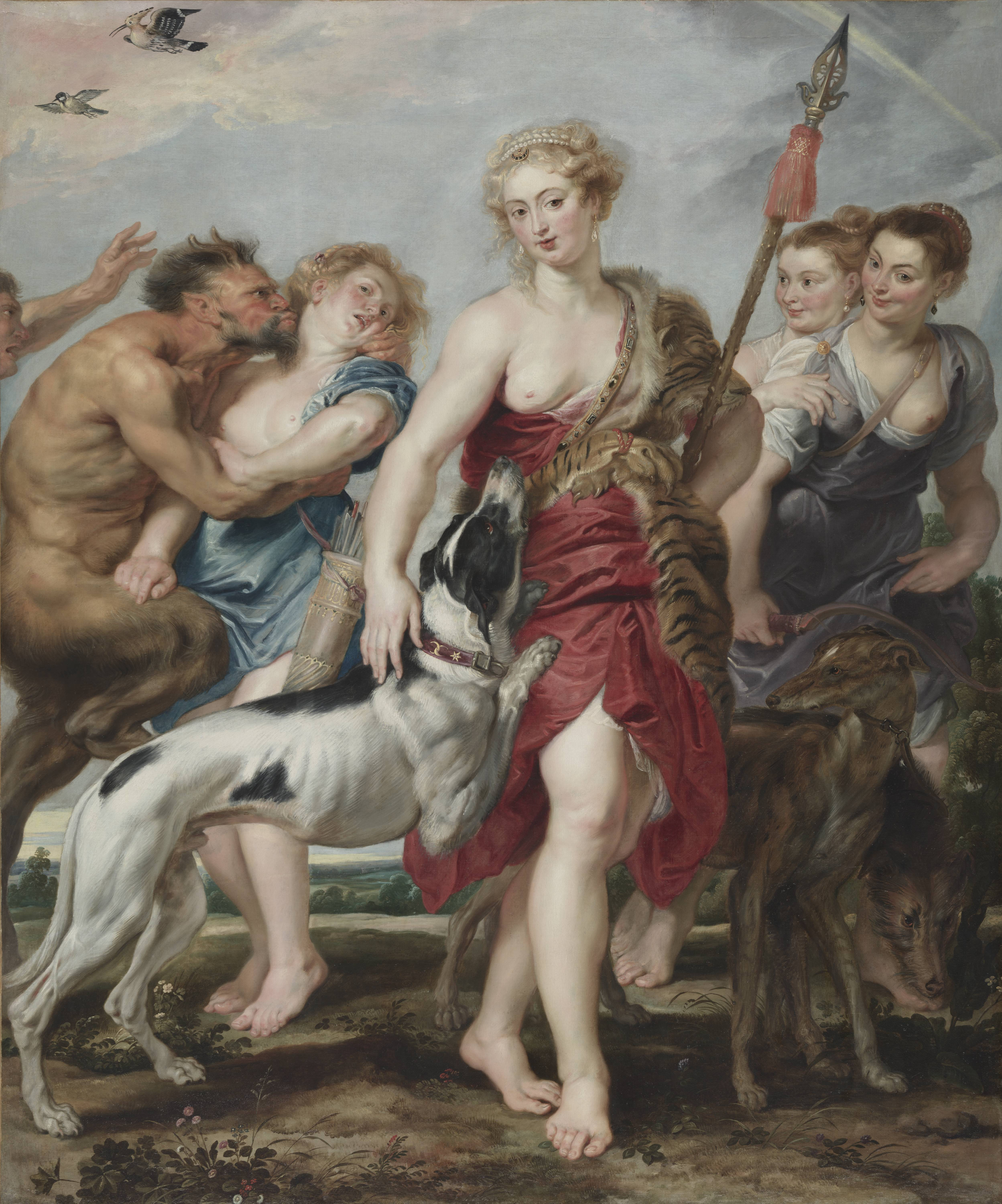
Rubens, Diana i les seves nimfes preparant-se per a la cacera
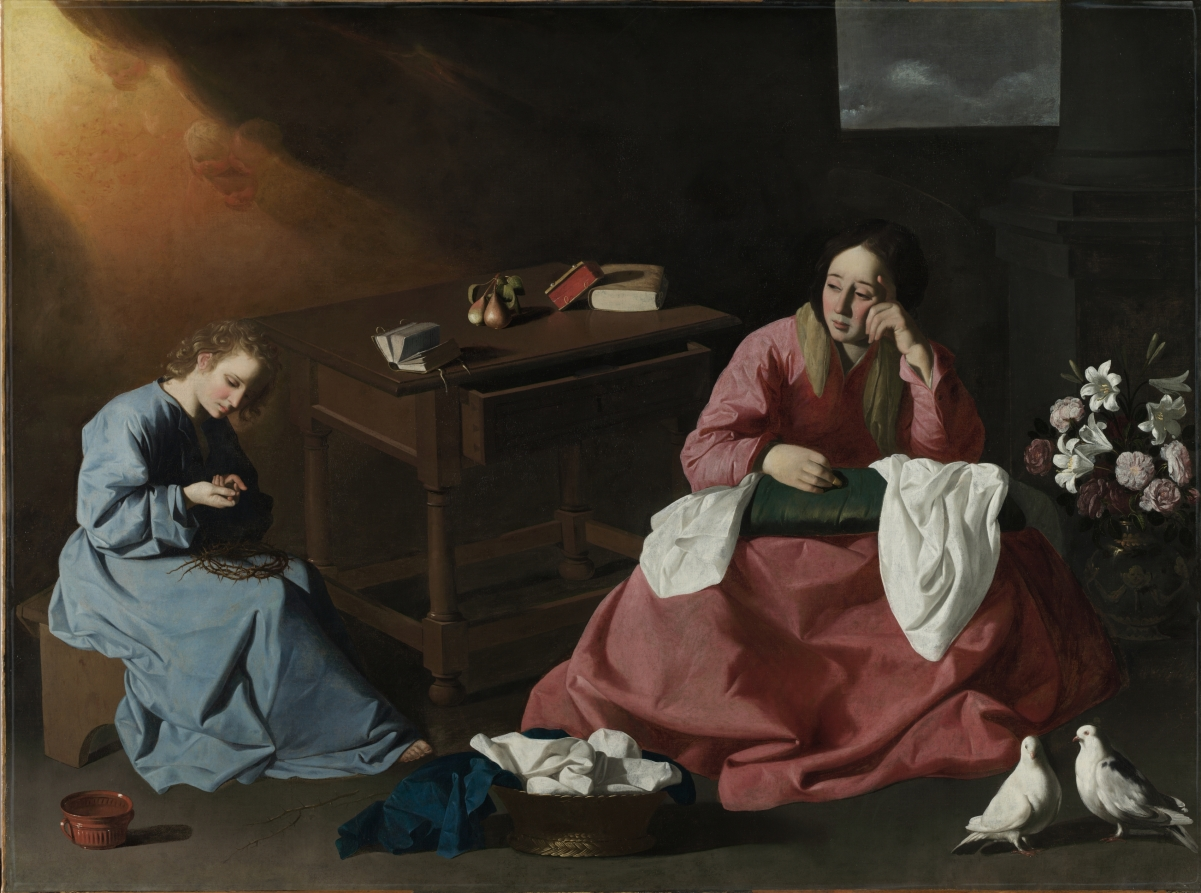
Zurbarán, Jesús nen en la casa de Natzaret
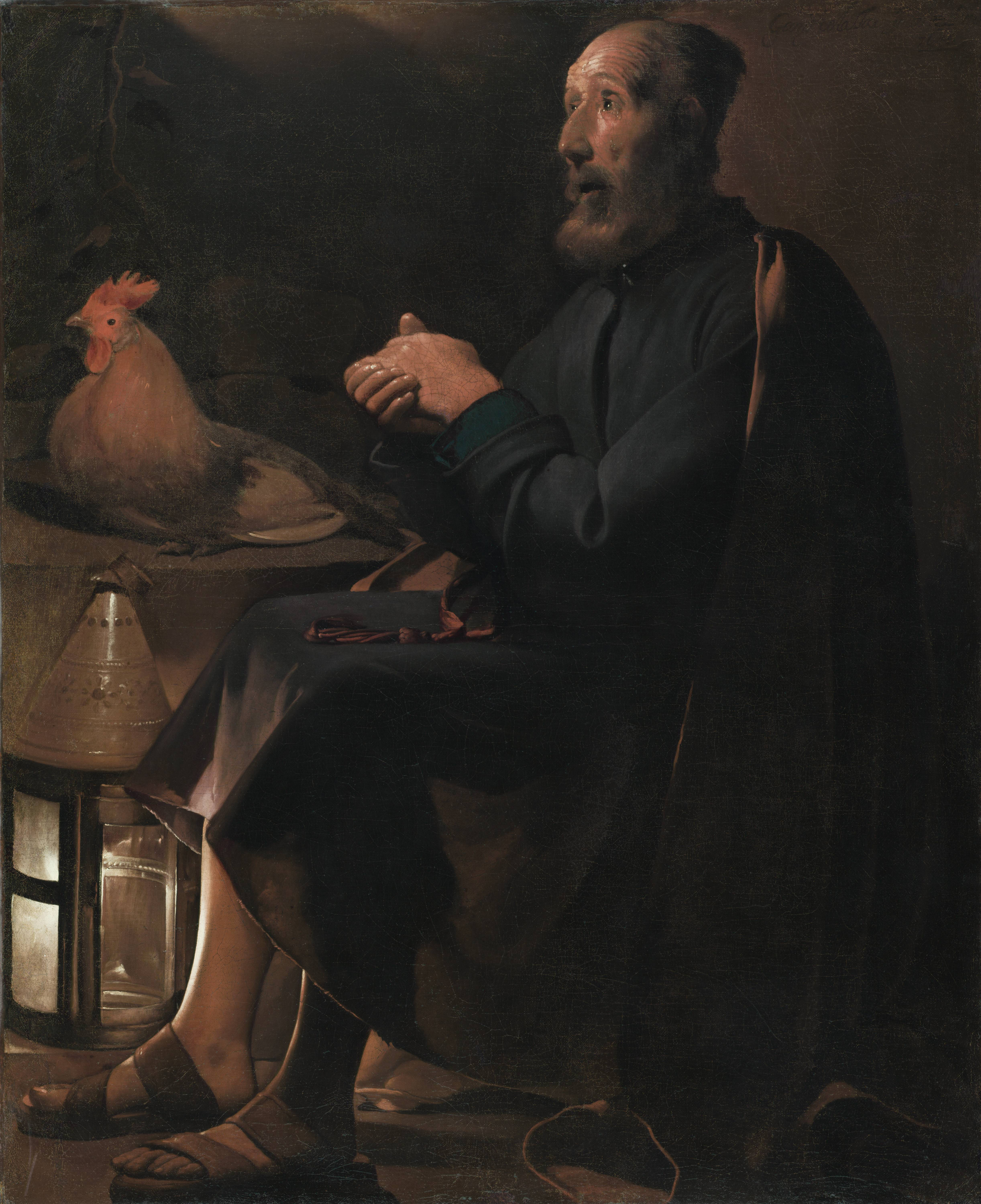
Georges de La Tour, La negació de sant Pere
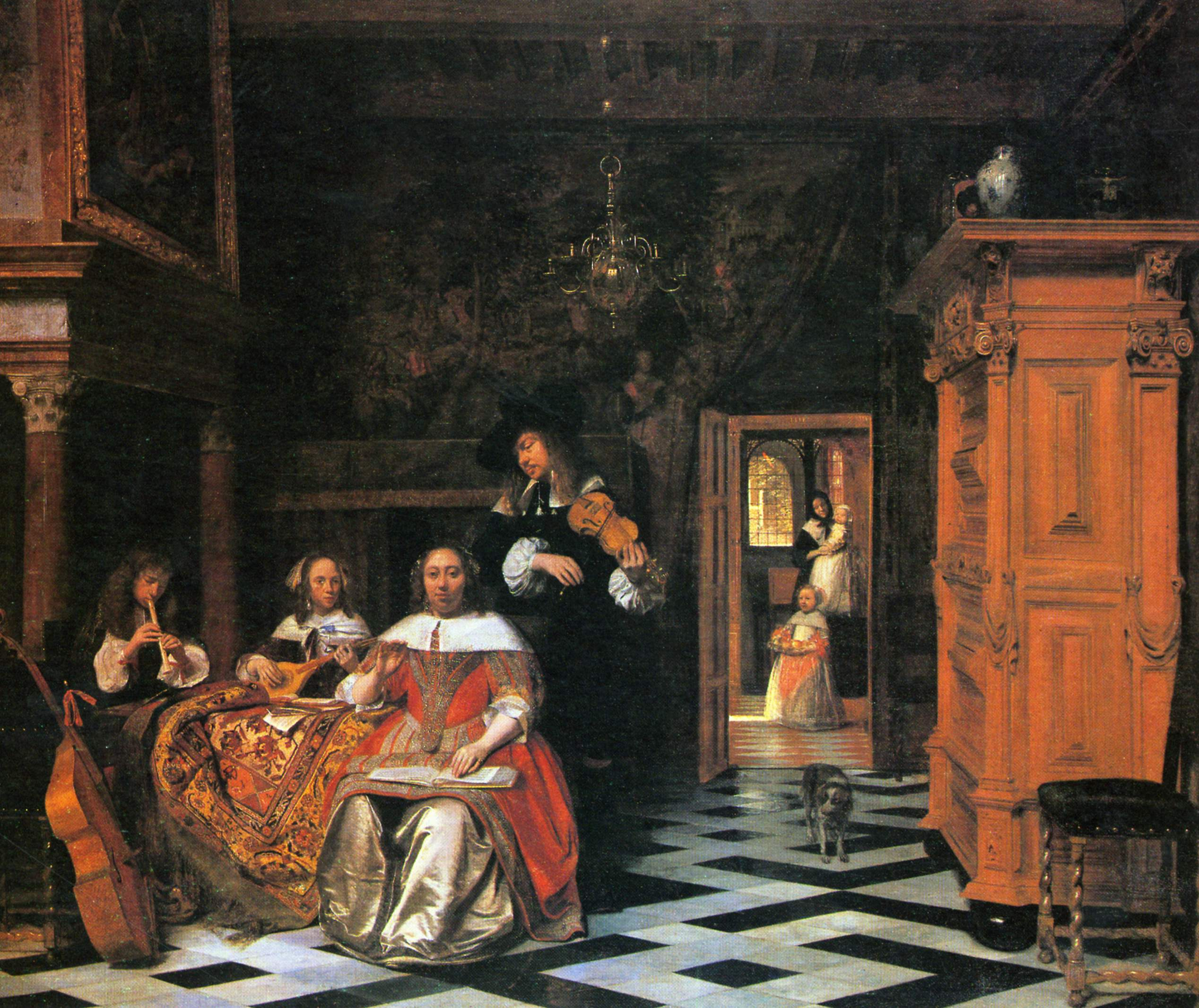
Pieter de Hooch, Interior amb personatges
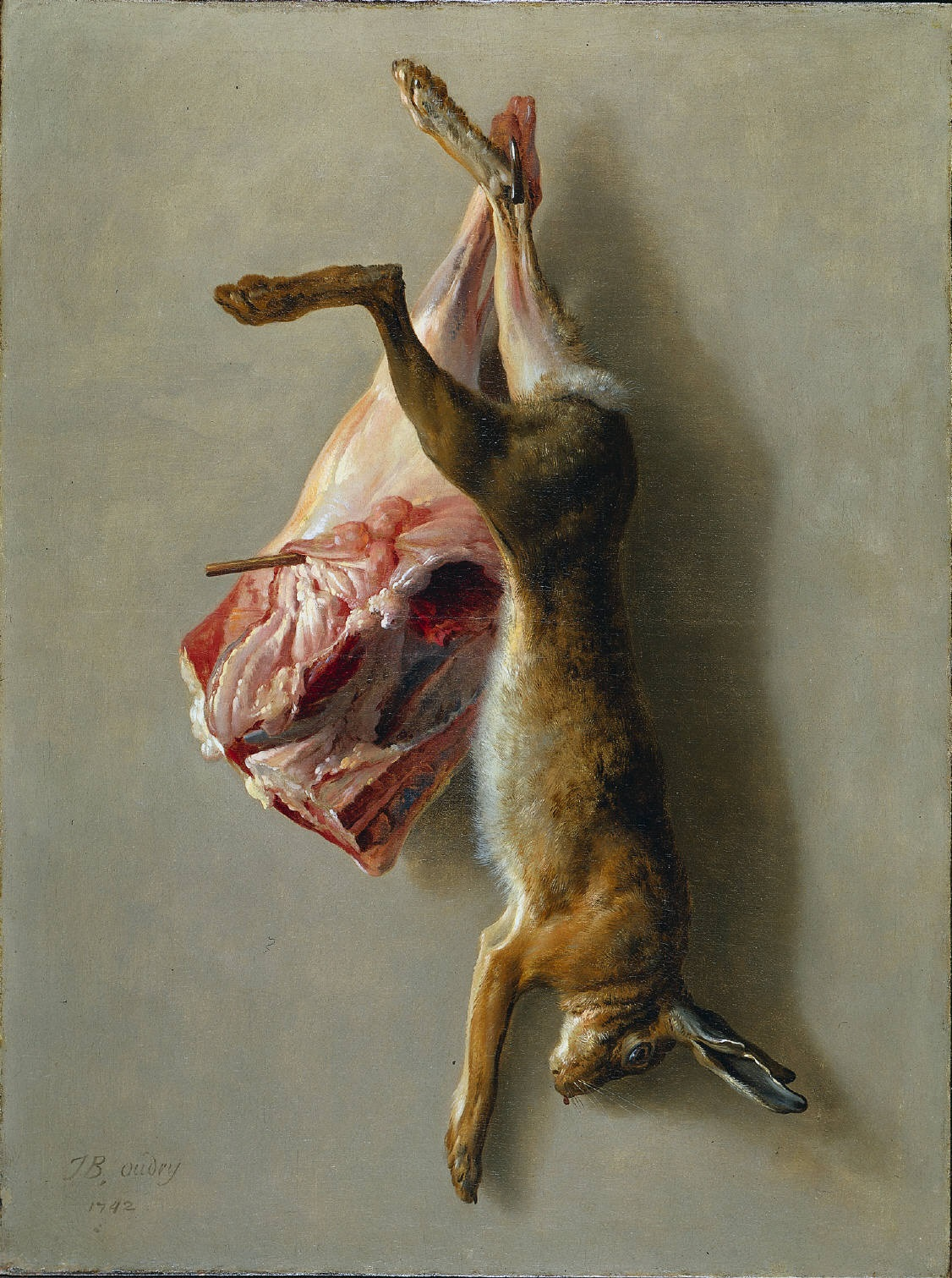
Jean-Baptiste Oudry, Bodegó amb conill
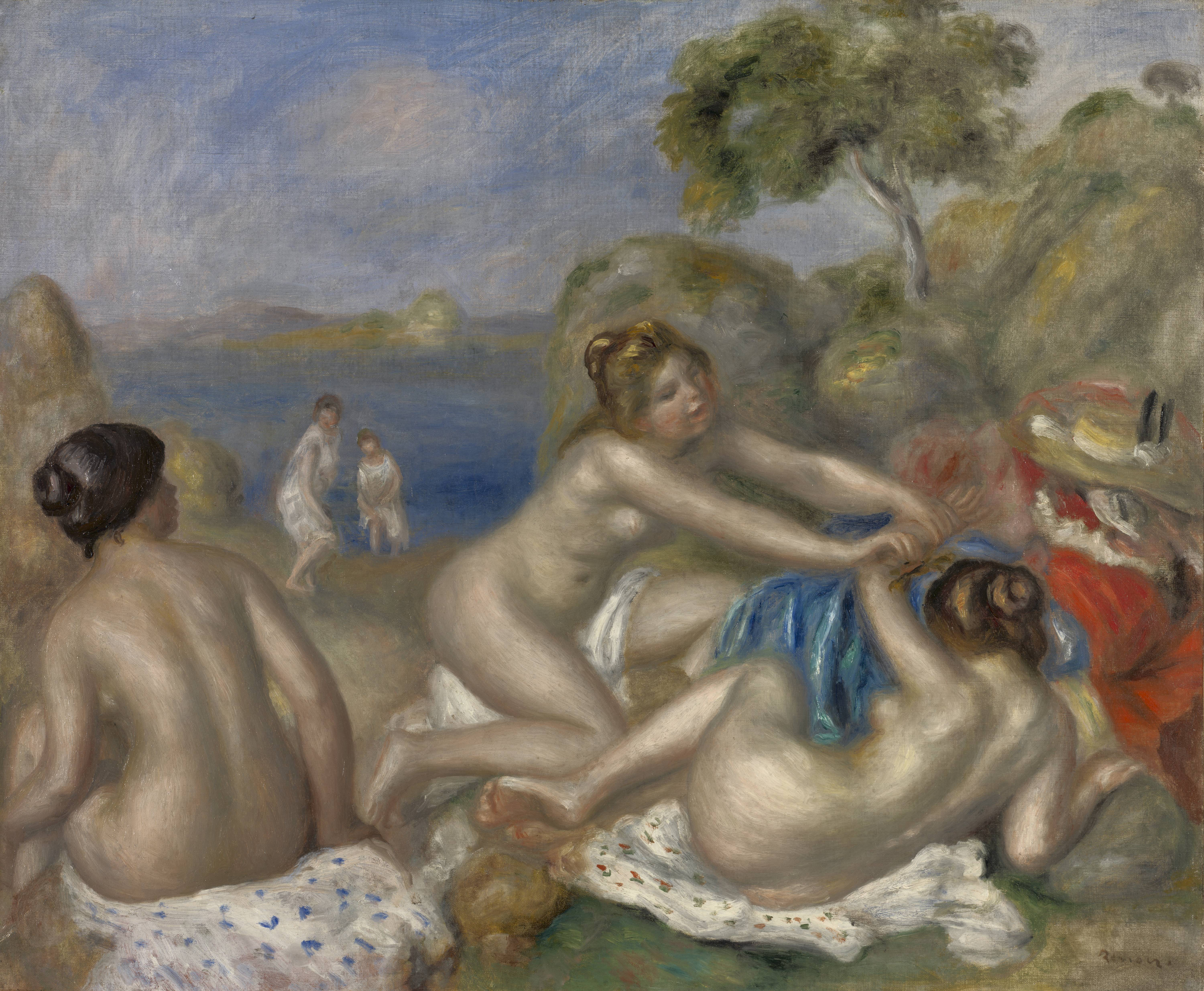
Renoir, Banyistes barallant-se
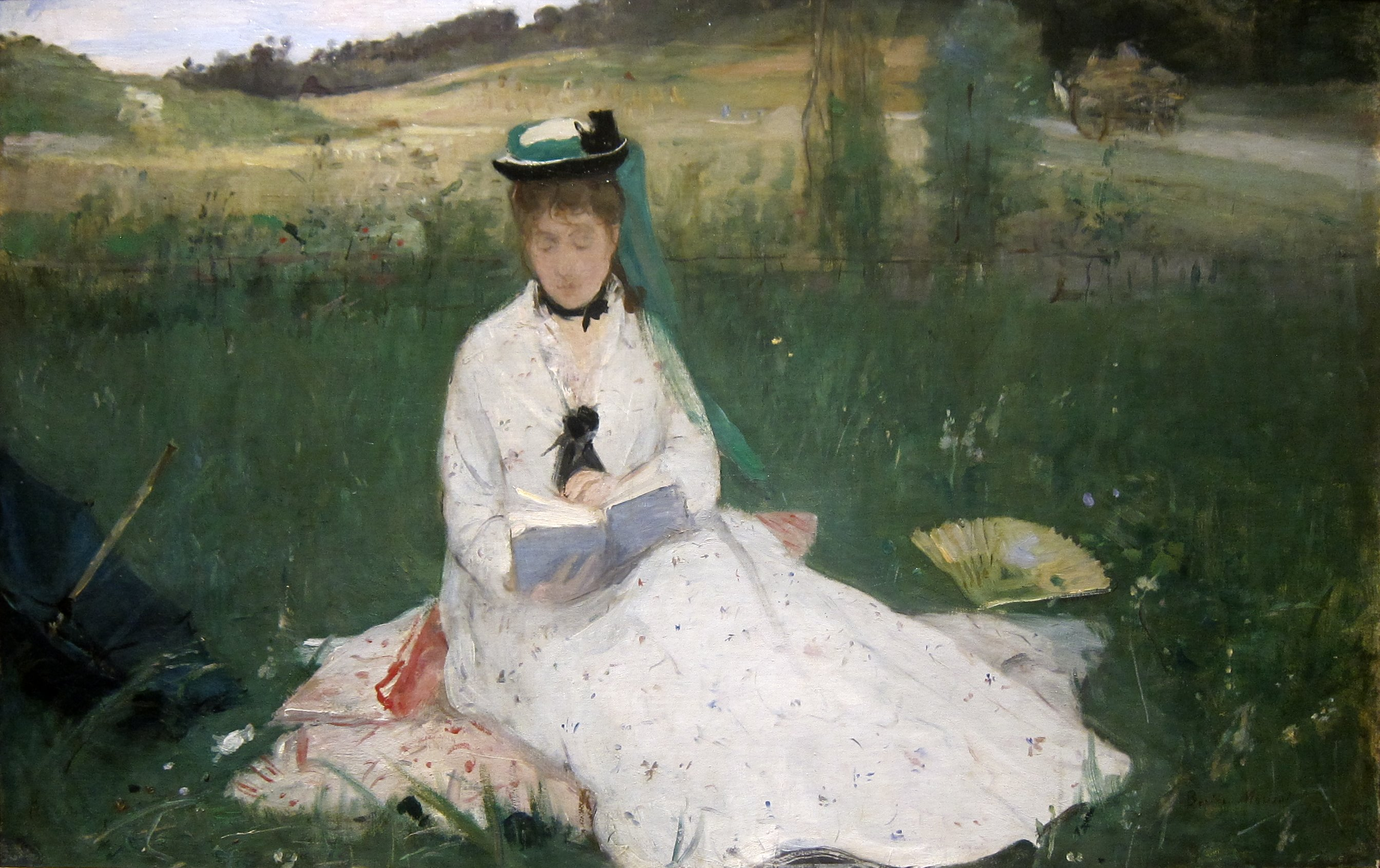
Berthe Morisot, Autorretrat llegint
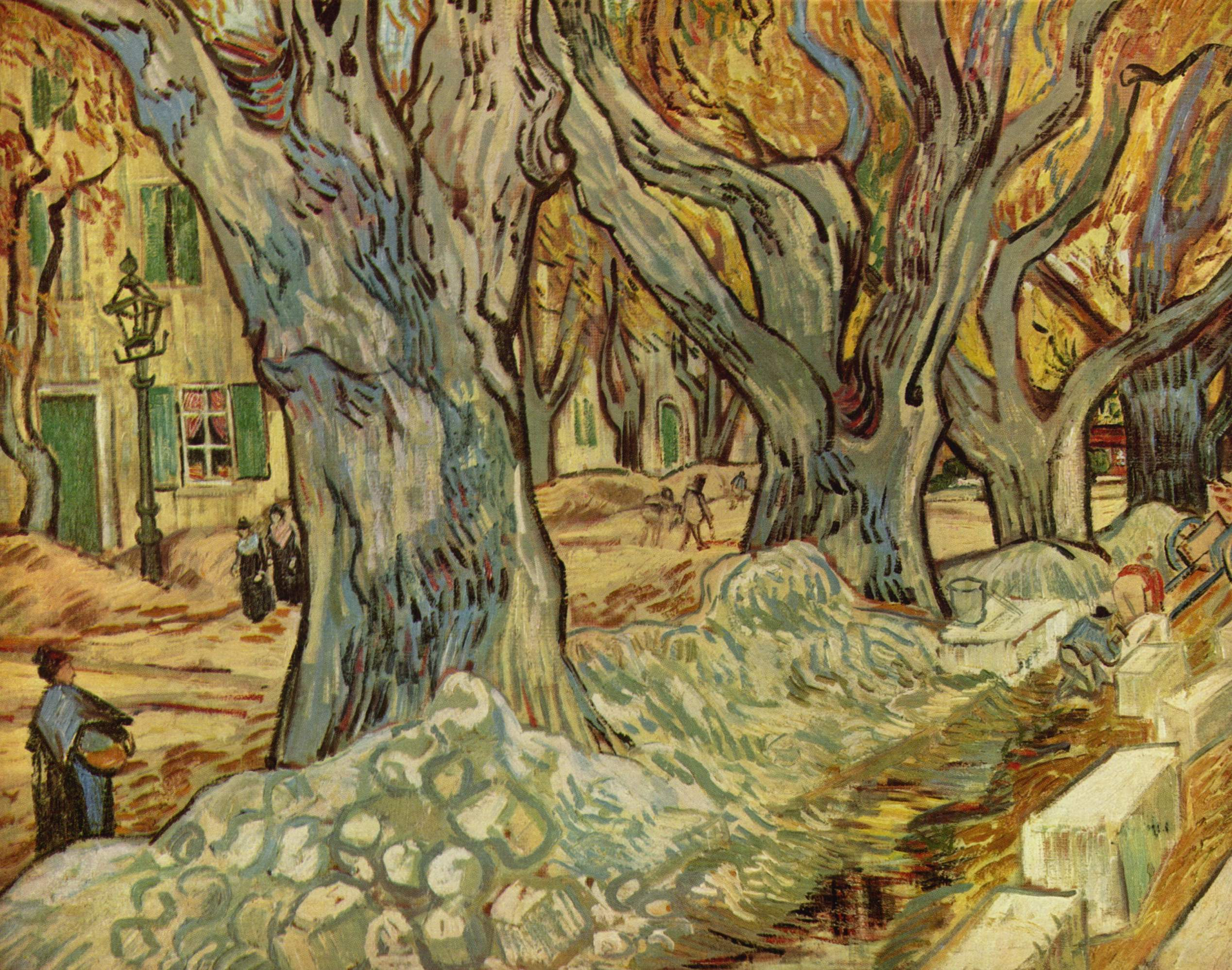
Van Gogh, Obrers empedrant el carrer
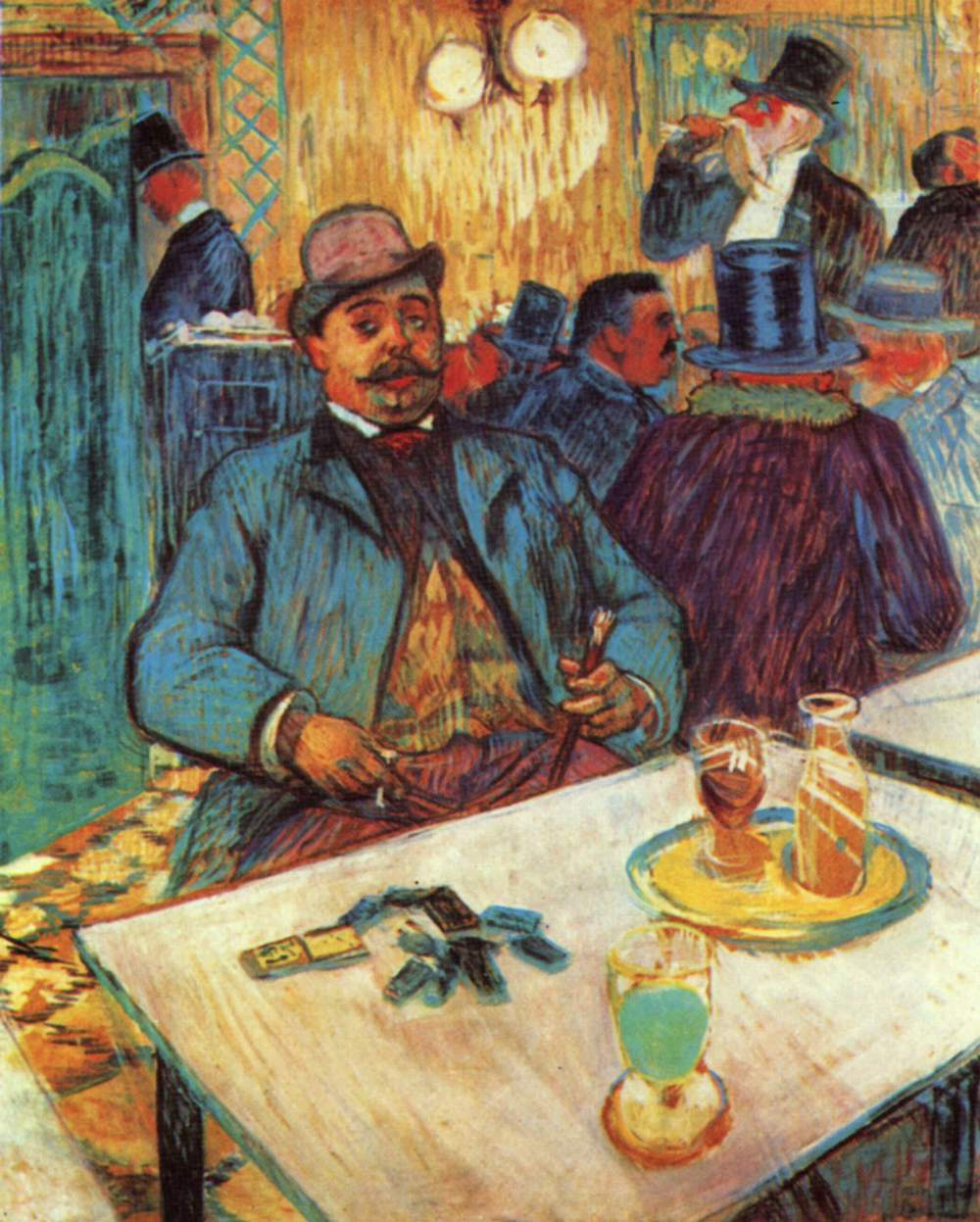
Henri de Toulouse-Lautrec, Retrat de Monsieur Boileau
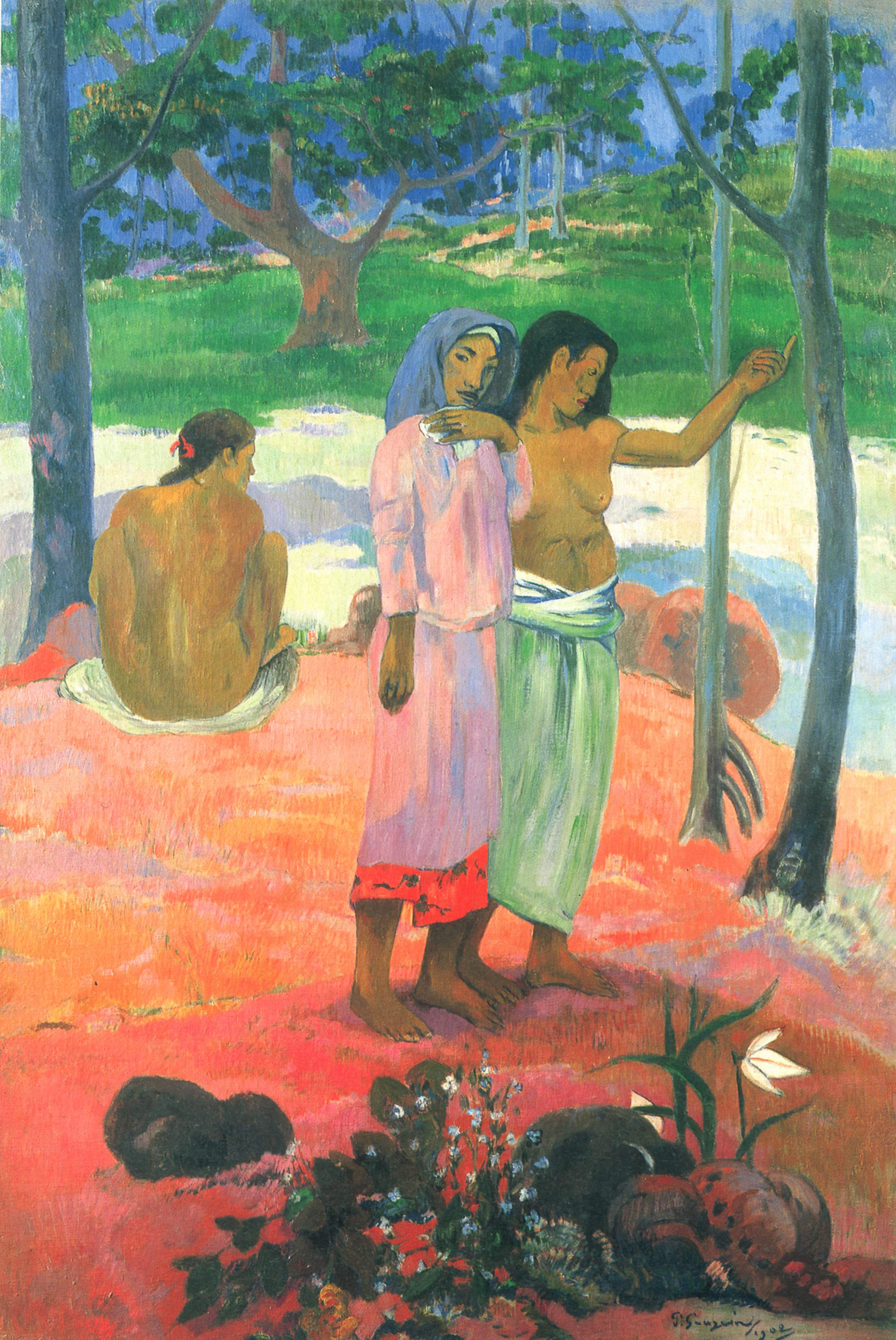
Paul Gauguin
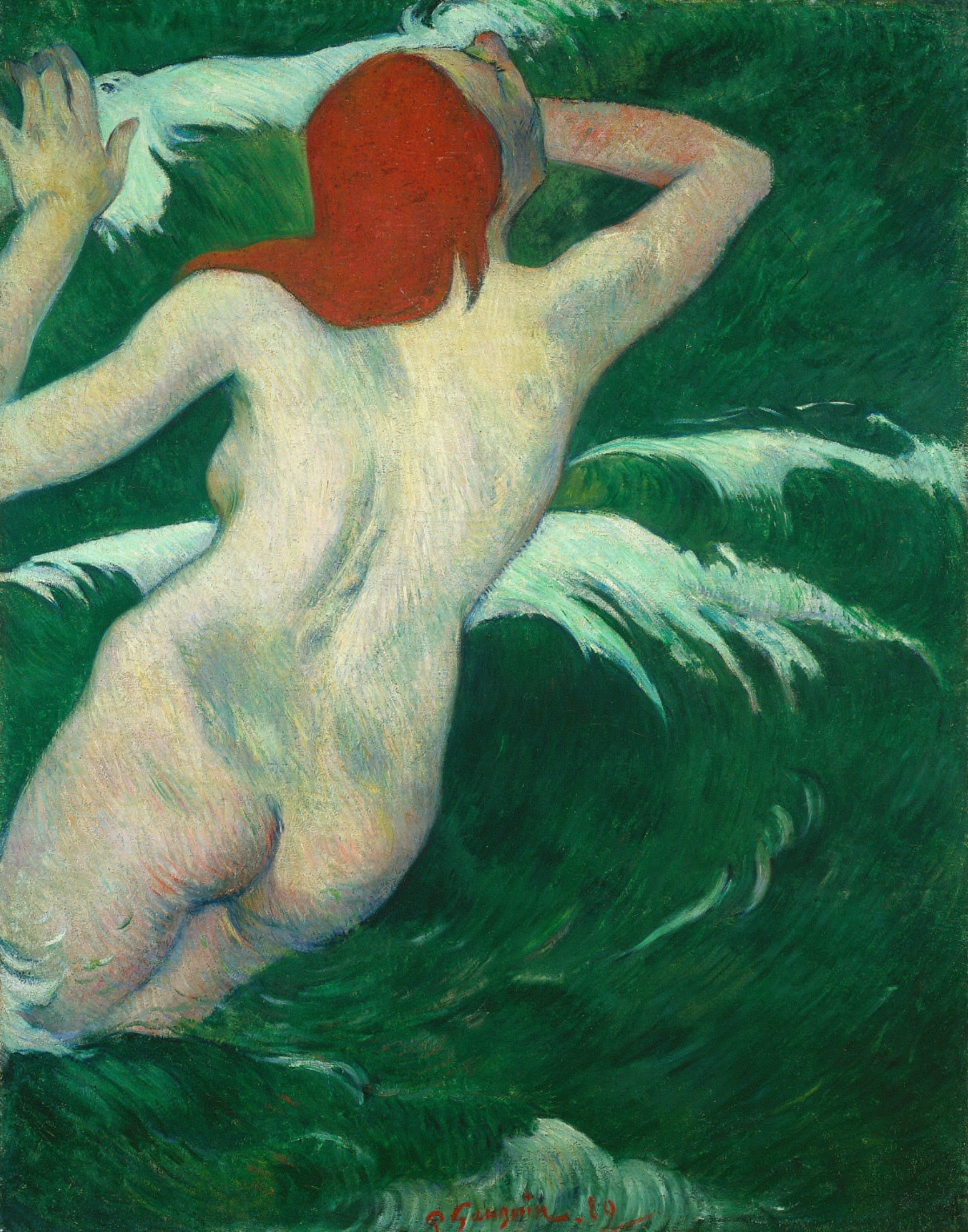
Paul Gauguin, Ondina
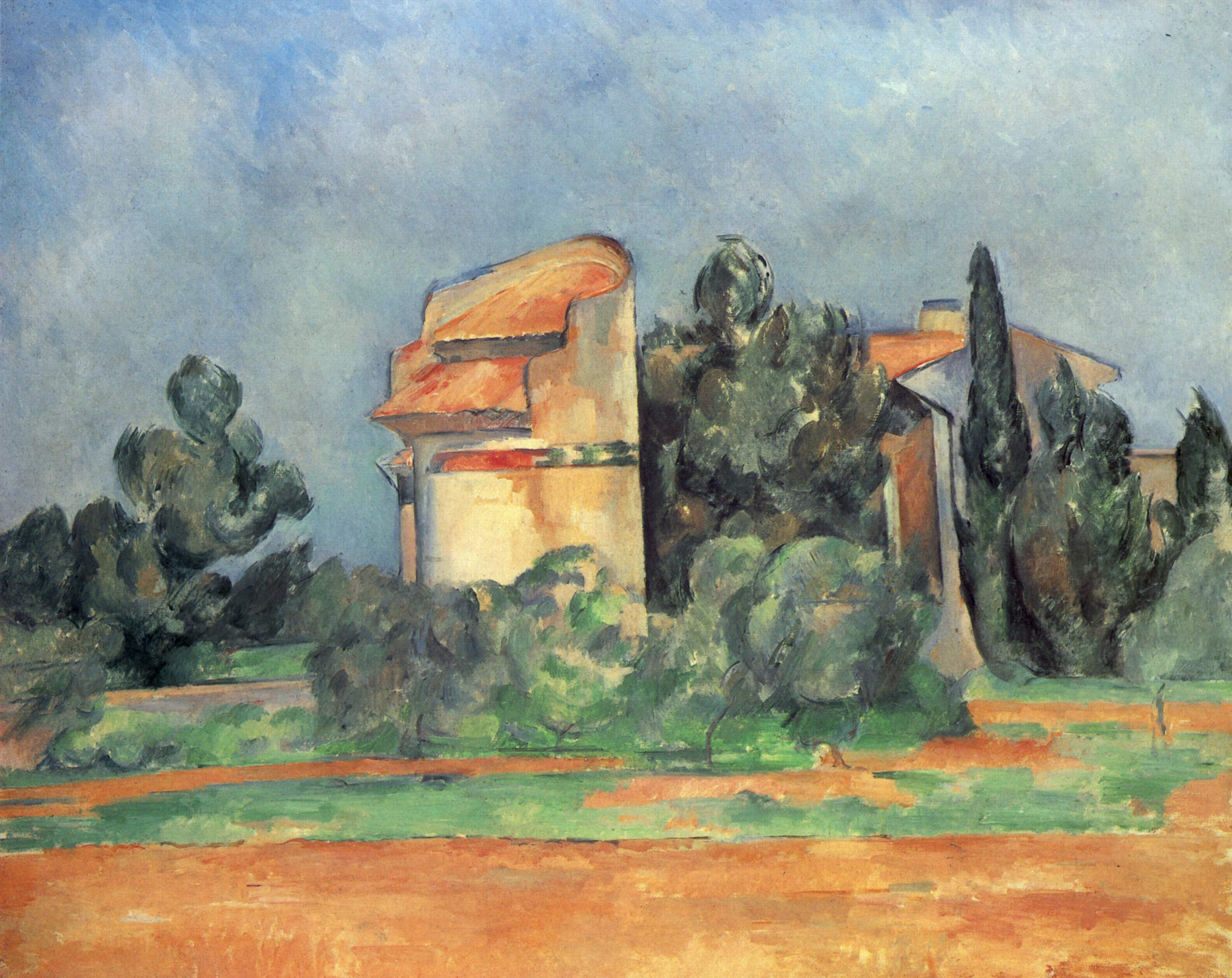
Cézanne, Paisatge